# 翁嘉穗
翁嘉穗（英語：Virginia Yung，1974年1月15日—），掛夫姓作鄔翁嘉穗，前香港藝人，2018/19年度東華三院總理、香港海洋公園保育基金籌委會委員、慧妍雅集會員、2019-2021年度慧妍雅集執行委員會會長。

## 生平
翁嘉穗在1997年以溫哥華海外佳麗身份參選香港小姐競選，參選期間曾獲得電視台高層何麗全出口力讚。最終翁嘉穗贏得第25屆香港小姐冠軍，同時獲得「最上鏡小姐」、「東方美態大獎」、「都會魅力小姐」。1999年1月5日在美國拉斯維加斯嫁給比她年長20年的七海化工集團有限公司主席鄔友正為妻，現時育有兩子。前男友為2000年度香港小姐冠軍劉慧蘊的老公林孝基。
受緋聞事件影響，她成為極少數從未拍攝TVB劇集的港姐冠軍。
2025年2月9及16日1997年香港小姐競選黃金翡翠台播出。

## 參與節目

#### 無綫電視
- 1997年《超級無敵獎門人之再戰江湖》（第20集）
- 1997年《第一屆中文歌曲新秀歌唱大賽》（與杜德偉任嘉賓演出愛情歌舞劇）
- 1997年《康泰最緊要好玩》（第24集 與李明慧、佘詩曼主持）
- 1998年《1998香港小姐競選決賽》（與劉德華演出環節《倩影劉聲展芳華》西班牙王子與侍婢的愛情故事）
- 1998年《蔡瀾嘆世界》（第8集）

#### 其他
- 2013年《Vinci's Code》（Now觀星台 嘉賓）
- 2017年《朝拜傲媽》（奇妙電視 第9集嘉賓）

## 獎項
- 2012年《十大傑出衣着人士頒獎典禮》十大傑出衣著人士

## 外部連結
- 翁嘉穗的Facebook專頁
- 翁嘉穗的Instagram帳戶
- 翁嘉穗的新浪微博
- tvb.com 港姐競選專輯 翁嘉穗

| 前任： 李珊珊 | 香港小姐競選冠軍 1997年 | 繼任： 向海嵐 |

| 前任： 李珊珊 | 香港小姐競選最上鏡小姐 1997年 | 繼任： 向海嵐 |